# Коридо (жанр)
Коридо, або Коррідо — народна пісня оповідного характеру, поширена у ряді країн Латинської Америки. Розквіт цього жанру припав на роки Мексиканської революції.
Як музично-поетичний жанр коридо склався до останньої третини XIX століття. Коридо, зазвичай, використовує строфу з чотирьох 8-складових хореїчних версів з римами або з асонансом у першому віршовому рядку — так звана Копла романсеада. Однак в рамках коридо є велика різноманітність строфічних структур і велика метрична свобода. У корридо зустрічаються строфи з 6 рівноскладових версів (секстилья), строфи, в яких регулярно повторюються один або два верси, децими, а також різні складні строфи (бола). Крім 8-складного вірша в коридо зустрічаються вірші 6-складові, 7-складові, 10-складові, 11-складові, 12-складові і різні їх комбінації. В коридо основну роль грає зміст, поетичний текст, в той час як мелодія є лише підмогою для оповідача.